# Alchemilla incisa
Alchemilla incisa é uma espécie de rosácea do gênero Alchemilla, pertencente à família Rosaceae.